# Guido Arbonelli
Guido Arbonelli (Perugia, 1962) è un clarinettista e compositore italiano.

## Biografia
Diplomato al Conservatorio Francesco Morlacchi di Perugia con Ciro Scarponi, vince nel 1995 a Rotterdam l’International Gaudeamus Interpreters Competition.
Si specializza nell'esecuzione del repertorio contemporaneo per clarinetto, collaborando con compositori quali Franco Donatoni, Ada Gentile, Alessandro Sbordoni, Carlo Boccadoro, Fabrizio De Rossi Re, Luigi Ceccarelli, Flavio Testi, Nicola Sani, Bernard Rands e Peter Machajdík. Sono circa 700 le composizioni a lui dedicate; in particolare dall'inizio degli anni 2000 raccoglie nella Namaste Suite composizioni di un minuto per clarinetto solo, a lui dedicate da oltre 150 compositori di tutto il mondo. Introduce spesso nei suoi programmi anche il tango e la musica klezmer.
Si è esibito in contesti internazionali tra cui il Conservatorio di Mosca, l'Accademia Filarmonica di Bologna, l'Accademia Franz Liszt di Budapest, l'Università di Aveiro, l'Aspekte Festival di Salisburgo, il Festival dei Due Mondi di Spoleto, il Concorso internazionale di composizione "2 Agosto" e altri ancora, oltre che in vari istituti italiani di cultura.
Ha inciso per diverse etichette, tra le quali RaiTrade, Stradivarius, Capstone Records, Pentaphon, MPS, Pizzicato Verlag Helvetia, Aliamusica, Mnemes/Auralit.
È autore di metodi di studio, trascrizioni e composizioni edite da Tactus Fugit, Sinfonica Jazz Edizioni Musicali, Brotons & Mercadal, Pizzicato Edizioni Musicali, Lantro Music.
Docente nei conservatori italiani, per lungo tempo ad Adria e Firenze, dal 2019 è titolare nel conservatorio della sua città natale.

## Discografia parziale
- 1997 – Namaste Clarinet Quartet (MPS)
- 2003 – Namaste Suite (Mnemes/Auralit)
- 2011 – Alessandro Sbordoni: Sirius (Stradivarius)
- 2008 – Different Visons - con Paolo Gallipoli (MPS)